# Хала
 Тази статия е за митичното същество във фолклора на южните славяни.  За планината от Проклетия, между Румели и Босна вижте Хала (планина).  
Ха̀ла или а̀ла е митологично същество от женски пол във фолклора на българи и сърби, включително и на славяноезичните жители на Северна Македония. В народните представи халите са демони-олицетворения на някои природни стихии (буря, мъгла, вихър, градушка). Тяхната главна цел е да докарват градоносни облаци над нивите, лозята и овощните градини, за да унищожат реколтата или да я плячкосат и вземат със себе си. Халите са изключително лакоми създания и особено обичат да ядат деца, но тяхната лакомия не е ограничена само до Земята. Вярва се, че понякога се опитват да погълнат Слънцето и Луната, причинявайки затъмнения, и че ако успеят, това би бил краят на света. Срещне ли човек хала, неговото физическо и психическо здраве, както и животът му са изложени на опасност; въпреки това нейната благосклонност може да бъде спечелена като се подходи към нея с уважение и доверие. Да бъдеш в добри отношения с хала носи много ползи – тя може да направи човек богат и да му се притече на помощ в случай на нужда.
Външният вид на халата е разнороден и често неясно описан във фолклора. Халата може да има облика на черен вятър, мъгла или облак; на огромно същество с неопределена форма; на човекоподобно или змиеподобно същество с огромна уста; на женски змей, огромен бик или гарван. Халата също така може да приема различни човешки или животински форми и дори да обсеби тялото на избран човек. Счита се, че различните представи за халата се дължат на смесване на славянски демон на лошото време с подобен демон от предславянското население на Балканите. В народните приказки с човекоподобна хала, тя наподобява донякъде руската Баба Яга. За халите се вярва, че живеят в облаците, или в езера, извори, скрити отдалечени места, гори, труднодостъпни планини, пещери или в гигантски дървета. Макар обикновено да са враждебни към хората, халите имат други могъщи врагове, които могат да ги победят – такива са най-вече змейовете. В приказките с християнско влияние свети Илия взема ролята на змея, като в някои случаи светецът и змейовете се борят заедно с халите. Орлите също са споменавани като защитници срещу халите, като ги прогонват от полята и така предотвратяват събирането на градоносните облаци.

## Произход
Докато някои други митологични създания са сходни за всички славянски етнически групи, халите се срещат само в българския, македонския и сръбския фолклор. Въпреки това и други славянски групи имат демони на лошото време. Сред източните славяни тази вещица носи името Баба Яга. Тя е представена като стара жена с огромен ръст, голям нос, железни зъби и изпъкнала брада. Вярва се, че тя яде деца, а присъствието ѝ носи гръмотевични бури и студ. Думата баба присъства в обичаите, вярванията и топонимите на всички славянски народи, най-често като персонификация на вятъра, тъмнината и дъжда. Това води някои специалисти до тезата, че е имало праславянско божество или демон наречен Баба, който е бил свързан с лошото време.
Следи от вярвания в такъв демон са запазени сред южните славяни в някои изрази, свързани с лошото време, обикновено през ранната пролет (Баба Марта, бабини јарци, бабине хуке и пр.). Тези вярвания били пренесени при преселването на славяните на Балканския полуостров и се смесили с вярванията на местното население, което в крайна сметка довело до появяване на халата във фолклора. Предславянският балкански демон, източник на халата е свързан с влва, женски демони на лошото време сред влашкото население на Сърбия, които, както и халите, донасят градушки над посевите и изкореняват дървета. Гръцкият женски демон ламия е възможно също да е допринесъл в развитието на халата. Точно както халите, тя яде деца и е наричана ненаситна. В южна Сърбия и Македония, ламня, дума производна на ламия, е също синоним на хала. Българската ламя, макар и често да има различни особености от халата, понякога е смесвана с нея. Многобройните вариации във формата на халата, от животински и полу-животински до човекоподобни представи говорят, че вярванията в тези демони не са еднородни.

## Етимология
Името на този демон в стандартния сръбски, а̀ла, идва от диалекти, изгубили фонемата х, докато името ха̀ла се среща в българския език и в някои сръбски диалекти, в които този звук е останал. Поради тази причина се смята, че оригиналното име е съдържало звука х. Това накарало сръбския учен Любинко Раденкович да отхвърли етимологията, дадена от няколко речника, включително тази на Сръбската академия на науките и изкуствата, според която името на демона идва от турската дума àla (змия). Името вместо това може да бъде изведено от гръцката дума за градушка, χάλαζα (изговаряно ха̀лаза). Тази етимология е предложена от българския етнолог Иваничка Георгиева и бива подкрепена от българския учен Рачко Попов и сръбските учени Слободан Зечевич и Сретен Петрович. Според сръбския учен Марта Белетич, ала и хала идват от съществителното хала в южния праславянски език, диалект на основния праславянски език от който произлизат южнославянските езици (х в хала представлява беззвучна заднонебна проходна съгласна). Това съществително е изведено от праславянския корен хал-, обозначаващ яростта на стихиите.
| Език       | Ед. ч. | Мн. ч. |
| Български  | ха̀ла   | ха̀ли   |
| Македонски | а̀ла    | а̀ли    |
| Сръбски    | а̀ла    | а̀ле    |

## Външен вид
Халата е драконоподобен или змиеподобен демон свързан с вятъра, гръмотевичните и градоносни облаци. В Гружанския регион на централна Сърбия се е вярвало, че халата е невидима, но може да бъде чуто нейното мощно фучене, отекващо пред тъмните градоносни облаци.
В България селяни видели страшна хала с огромни криле и дебела мечоподобна опашка в очертанията на един тъмен облак. Когато халата-облак приближала селището, селяните се вглеждали в небето с надеждата да видят появяването на Кръстат орел. Те вярвали, че могъщата птица с кръст на гърба може да прогони халата от посевите. В източна България, халата се появявала не в облаците, а в бурите и вихрушките. В други региони на България, халата бива описвана като бик с огромни рога, „черен облак на пръчки“, тъмна мъгла или като змиеподобно чудовище с шест криле и дванадесет опашки:
| Люта змия у планина, У планина, у пещера, Люта змия троеглава, Троеглава, шестокрила, Дванаесе опашата. |

За халата се вярва, че обитава отдалечени планини и пещери, в която тя държи лошото време. В българската фолклорна традиция, гръмотевичните бури и градоносните облаци се интерпретират като битка между добрия змей или орел и злата хала.
Сърбите в Косово вярвали, че халата спуска опашката си на земята, а главата си крие в облаците. Всеки който види главата ѝ незабавно полудява. На релеф над един от прозорците в манастирската църква на Високи Дечани е изобразен орел, сграбчил змиеподобна хала, докато малко орле ги наблюдава. Според описание от източна Сърбия, халата е много голямо създание със змийско тяло и конска глава. Разпространено вярване е, че халата е сестра на змея и изглежда малко или много като него. В заклинание от източна Сърбия, халата е представена като триглава змия:
| У једна уста носи виле и ветрови, друга уста – издат и зле болести, трећа уста – учинци, растурци. | В едната уста носи вихрушки и ветрове, В другата уста – недъзи и зли болести, В третата уста – магии, клетви. |  |

По описание от Болевацкия регион, халата е черно и страшно създание във формата на вятър. Подобно, в областта Хомолие в източна Сърбия, хората си представят халата като черен вятър, който се движи над земята. Където мине, извива вихър като фуния, а тези, които са изложени на вихъра, полудяват. В България също халата е свиреп вятър, който помита всичко по пътя си и носи разруха:
| Излезнаха до три люти хали, Девет години що се духали. |

Според вярване от Лековацката област халата е чудовище с огромна уста, което държи в ръка голяма лъжица; с нея тя загребва и поглъща всичко, което се изпречи на пътя ѝ. Една история разказва, че един човек държал такава хала в обора си; тя пиела трийсет литра мляко на ден. Друга легенда говори за хали под формата на дванадесет гарвана, които вземали реколтата от лозята.
В източна Сърбия се вярва, че хали, които си взаимодействат с хората, могат да се превъплъщават в хора или животни, след което истинската им същност може да бъде видяна само от т.нар. „шестаци“ – хора с по шест пръста на ръцете и краката; макар човекоподобни хали да карат конете да треперят щом влязат. Според вярване от Хомолие халите, които нападат Луната, също проявяват способност за превъплъщение – те многократно се обръщат от своята основна форма на двуглави змии в шестопръсти хора с вилици в ръката, черни бикове, големи глигани или черни вълци и обратно.

## Ефект върху хората
Халите основно унищожават реколтата в полето, лозята и овощните градини като донасят градушки; най-често през ранната половина на лятото, когато зреят житните посеви. За тях се вярва също, че „изпиват“ реколтата или я вземат в огромните си уши и я пренасят на друго място, правейки някои селяни бедни, а други богати. Това било обяснявано като причина областта Александровац в централна Сърбия да е така плодородна – там халите носели плячката си. Хората от планината Копаоник вярвали, че местната хала защитавала реколтата в областта, където живеела, от други хали. Ако градушка унищожала реколтата се смятало, че хала от друга област е победила местната и е изпила реколтата. Халите също така могат да се разпрострат над полето и да спрат узряването на реколтата или още по лошо, да вземат плодородието на полето и да изпият млякото на овцете, особено когато гърми. Халите притежават и огромна сила – когато буря изтръгне от корен дървета, вярва се, че хала го е направила.
Когато видят приближаваща градушка или гръмотевични облаци, тоест халата, която ги води, хората не стоят със скръстени ръце – те прибягват до магия. В областта Поморавие, тази магия била придружена с халовити билки, откъснати край бентове и на местата, където плугът се обръща по време на оране. Тези места били смятани за нечисти, защото халите ги посещавали. В народните заклинания на източна Сърбия, към определена хала се обръщали с определено женско лично име: Смиляна, Калина, Магдалена, Добрица, Драгия, Загорка и др. Един от изразите за обръщение към хала – „Маате палетинке“ – е с неясно значение. Едно от заклинанията, което се използвало при вида на градоносни облаци и което директно споменава халата, се извиквало по посока на облаците:
| Alo, ne ovamo, putuj na Tatar planinu! | Хало, не тук, върви на Татар планина! |  |

Друго заклинание било изговаряно от врачка, жена опитна в магията, докато тя изпълнявала подходящ ритуал:
| Не, ало, овамо, овамо је грђа ала гологлава. У планину, облаче, где петао не пева, где пас не лаје, где краве не ричу, где овце не блеје, где се слава не слави. | Не тук, хало, Тук има по-силна хала гологлава. На планината облаче, Дето петел не пее, Дето куче не лае, Дето крави не мучат, Дето овце не блеят, Дето се слава не слави. |  |

Тъй като няколко други свръхестествени създания можели да бъдат причинители на градушки и проливни дъждове, не било сигурно срещу кое точно трябвало да се направи магия. Например имало ритуал, използван при приближаване на гръмотевични облаци – тогава изнасяли маса пред къщата, на която поставяли хляб, сол, нож с черна ножница и брадва с насочено към небето острие. При друг обред, на масата се поставяли пиростия с краката нагоре, ножове, вилици и остатъкът от свещта на празника Слава.
Друга характерна особеност на халата е нейната изключителна ненаситност; в областта Лесковац, тя е представяна като чудовище в огромна уста и дървена лъжица в ръката, с която загребва и поглъща всичко по пътя си. Според разпространено вярване, халите отвличат деца и ги поглъщат в леговището си, което е пълно с детски кости и разлята кръв. По-рядко те нападат и възрастни; способни са да открият скрит човек по миризмата му.
Хората в източна и южна Сърбия вярвали, че халите в своята лакомия нападат Слънцето и Луната. Те постепенно изяждали все по-големи части от тези небесни светила, по този начин причинявайки затъмнение. По време на затъмнение, Слънцето ставало червено, защото било покрито с кръв от ухапванията на халите; когато засветело отново, това означавало, че е победило халите. Петната по луната били обяснявани като белези от ухапванията на халите. Докато халите поглъщали Слънцето или Луната, много възрастни хора изпадали в отчаяние и дори ридаели от страх. Ако халите успеели да погълнат Слънцето, светът би свършил. За да предотвратят това, мъжете стреляли с пушки по затъмнението или биели камбани, а жените изричали заклинания непрестанно. В областта Хомолие се споменава също, че ако халите погълнели Луната, Слънцето би умряло от мъка и мрак щял да покрие Земята.
За халите се вярвало, че могат да накарат човек да полудее; в източна Сърбия има специална дума за такъв човек: ало̀сан. Ако човек срещнел хала на полето или пътя, той можел да прихване опасни болести от нея. Халите причиняват и болестта бяс по кучетата, макар и косвено – чучулига, която достигне облаците и срещне хала полудява (халосва се), спуска се към земята и се самоубива; куче, което намери и изяде птицата, също полудява.
Пресичане на кръстопътища през нощта се смята за опасно, защото на това място халата вечеря; нещастникът който стъпи на масата на халата може да ослепее, оглушее или да окуцее. Халите се събират посред нощ в навечерието на големи празници, отклоняват хората от пътя към дерета или ги измъчват, като ги яздят като коне. В това вярване халата има прилики с някои други нощни демони, като например караконджула.
Халата може да се „промъкне“ в човека, придобивайки човешка форма и едновременно с това запазвайки способностите си. Една легенда разказва, че халата се промъкнала в св. Симеон, което го направило лаком, но св. Сава я извадил от него. В история, записана в източна Сърбия и България, един селянин убил хала, която била обсебила слаб човек от далечно село, защото халата унищожила лозето му. В друга история, халата влиза в болна принцеса и поглъща войниците, стоящи на стража.
Ако човек пристъпи в дома на хала (която често е дълбоко в гората, но може също така да бъде в облаците, в езеро, извор, пещера, гигантско дърво, непристъпна планина или друго потайно и отдалечено място) това може да има различни последствия. Ако отиде там с молба и не споменава различията между нея и хората, той бива възнаграден. В противен случай бива наказан жестоко. Според една история, доведена дъщеря, изгонена от мащехата си, идва в къщата на хала; обръща се към нея с „майко“, пощи от въшки пълната ѝ с червеи коса и храни „добитъка“ ѝ от бухали, вълци, язовци и други диви животни; държи се и говори все едно тези неща са нормални, затова е наградена с ковчеже, пълно със злато. Когато родната дъщеря на мащехата идва в къщата на халата, тя прави обратното; халата я наказва като праща на нея и майка ѝ ковчеже пълно със змии, които ги ослепяват. В друг пример, когато царски син иска от халата ръката на дъщеря ѝ, тя го спасява от други хали и му помага да се ожени. Но когато внучката на халата я посещава заедно с майка си, халата ги изяжда и двете, защото майката говори за странните неща в къщата ѝ.
Халата е страшна дори в смъртта, както се вижда в легенда, обясняваща повявяването на Голубацките мухи (Simulium colombaschense), вид кръвосмучещи черни мухи, който може да е смъртоносен за добитъка. Легендата, записана в областта Пожаревац през 19 век от Вук Караджич, разказва как сърбин след дълго преследване успял да хране и рани хала, но тя избягала и се скрила в пещера близо до град Голубац, където умряла от раните си. Оттогава нейното тяло завъдило Голубацките мухи и в късна пролет те излитат от пещерата на огромен рояк, разпръсквайки се чак до Шумадия. Хората веднъж опитали да зазидат пещерата, но когато дошло време да се нароят мухите, зидът се пропукал.

## Халовити хора
В Сърбия хората, за които се вярвало, че притежават способностите на хала били наричани аловѝти (халоподобни) и за тях имало няколко обяснения. Едно от тях било, че в тях се е промъкнала хала – такива хора били познавани по тяхната лакомия, защото халата, за да задоволи изключителния си глад, ги карала да ядат постоянно. Друго обяснение било, че те са оцелели от дъха на халата, който поначало бил смъртоносен за човека. Такива хора ставали изключително силни. В други случаи, халовитите можели да бъдат деца на хала и жена, или такива родени с плацентата. Вярвало се, че халовит човек може да бъде убит само със златен или сребърен куршум.
Както и халите, халовитите хора докарвали градоносни и гръмоносни облаци: когато небето притъмнеело, такъв човек изпадал в транс, а душата му напускала тялото и политала към облаците като че е самата хала. Все пак имало голяма разлика – човекът никога не водел облаците над собственото си село, а стоварвал градушката над някое от съседните. В този аспект халовитите хора са еднозначни със сдухачите. Освен да отвежда облаците, халовитият човек можел също да се бори с халите, за да защити селото си. Децата също можели да бъдат халовити и те се борели с халите с помощта на дръжки на плуг. В тези борби те били подпомагани от смока и затова хората не наранявали такива змии.
Има разказ за халовит човек, който е описван като необичайно висок и тънък, с кокалесто лице и с дълга брада и мустаци. Когато времето било хубаво, той работел и се държал като останалите хора в селото, но щом тъмни облаци покриели небето, се затварял в къщата си, закривал прозорците и оставал сам в транс, докато преминела бурята.
Исторически личности, за които се е смятало, че са халовити са Стефан Неманя и Стефан Дечански.
В друга книга, издадена от сръбската поетеса и писателка Зара Костадинич, се споменава за митична хала, на име Карина, която броди из долината на розите, със своя тъмночервен лъв. Халата Карина е описана като същество от друг свят, обсебило тялото на обикновено момиче. Халата всявала шок и ужас сред населението, като кметът на местното царство Андон, обявил награда от 100 златни франка за главата на хала Карина. Хиляди ловци се втурнали в търсене, водени от йеромонахиня Янковска и доня Вили Илиевич, ала така и никой не я заловил. Смята се, че хала Карина е наследница на велик караконджол, създател на тъмното царство.

## Противници
Халите имат няколко врагове, включително змейовете, змейовитите (змееподобни) хора, орлите, св. Илия и св. Сава. Основният противник на халата е змеят; той е способен да я надвие и да премахне нейното вредоносно влияние. От тази гледна точка змейовете са виждани като защитници на нивите и реколтата, както и пазители срещу лошо време. Когато хала заплаши селото като докара градоносни облаци, змеят идва да се сражава с нея и да я прогони. Негово главно оръжие е мълнията; гръмотевичните бури изразяват битката между халите и змейовете (в които понякога халите се скриват в големи дървета). Случаи с по-изобилна реколта на дадено място е обяснявано в областта Пчиня с това, че змеят е поразил халата точно над това място, карайки я да пусне плячкосаните жита, която носела в ушите си. Ако хала открие змей в кухо дърво обаче, тя може да го унищожи като подпали дървото.
Халите могат да бъдат победени от змейовити (змейчеви) хора, които имат човешка майка, но баща змей. Те изглеждат като обикновени хора, с изключение на малките крилца под мишниците; такива хора се раждат винаги през нощта, след като майката ги носи дванадесет месеца. Много подобно на сдухача, змейчевият човек живее както всички останали при спокойно време, а когато се появи хала, изпада в транс и душата му полита на бой с халата, както би направил змеят. История от Банат, която била смятана за истина до 50-те години на 20 век разказва, че преди Първата световна война, изтощена хала под формата на огромна змия паднала от облаците на пътя. Обяснението било, че халата е победена от змейчев човек; хората и дали мляко и ѝ помогнали да се възстанови.
В християнизираната версия, единоборството включва християнският светец Илия и халата, но има вярване, че светецът и змейовете си съдействат: щом св. Илия забележи хала, той привиква змейовете, качва ги в колесницата си или ги впряга в нея и те съвместно обсипват халата със светкавици. Камъни под формата на стрели, като белемнити или върхове на стрели от каменната епоха, се смятат за материализирани мълнии, пропити с благотворни магически сили, и откриването на такъв камък се смята за добра поличба.
В по-християнизирана версия, св. Илия стреля с мълнии по дяволите, които водят градоносни облаци; дяволите в случая са очевидно хали. Както се вижда от тези примери, вярвания с различни степени на християнизация, от никаква до почти пълна такава, могат да съществуват редом една с друга.
Появяването на орел в небето, когато са надвиснали градоносни облаци, било посрещано с голяма радост и надежда от хората, които вярвали, че той има силата да се пребори с халата. След победата над нея, орелът отвеждал облаците встрани от посевите. Обяснение за това, записано в източна Сърбия е, че орлите, които гнездят в близост до селище не искат градушки и бури край гнездата си, така че по съвпадение защитават и посевите. Ролята на орела обаче била противоречива, защото в същата област има поверие, че орел, летящ пред облаците е въплъщение на халата, водейки ги към нивите, вместо да ги отклонява.